# Marcelo González Martín

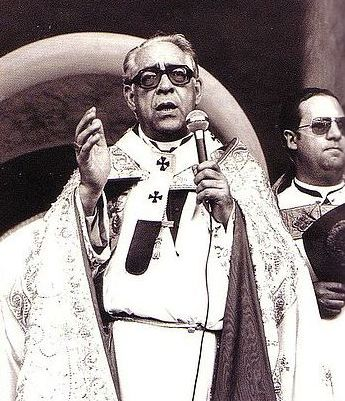
Marcelo Kardinal González Martín (um 1980)

Marcelo Kardinal González Martín (* 16. Januar 1918 in Villanubla, Spanien; † 25. August 2004 in Fuentes de Nava) war Erzbischof von Toledo und Primas von Spanien.

## Leben

Martins Kardinalswappen

Marcelo González Martín studierte an den Universitäten Valladolid und Comillas die Fächer Philosophie und Katholische Theologie. 1941 empfing er das Sakrament der Priesterweihe. Anschließend gehörte er bis 1960 zum Lehrkörper der Universität Valladolid und arbeitete in verschiedenen Diözesen Spaniens als Seelsorger. Viele Jahre lang betreute er im Erzbistum Valladolid die Katholische Aktion und die Caritas. 1960 ernannte ihn Papst Johannes XXIII. zum Bischof von Astorga. Die Bischofsweihe spendete ihm am 5. März 1961 in der Kathedrale von Valladolid Ildebrando Antoniutti, Apostolischer Nuntius in Spanien; Mitkonsekratoren waren Luis Almarcha Hernández,  Bischof von León, und José María Cirarda Lachiondo, Weihbischof in Sevilla. Für sein Wappen wählte er das Motto “Pauperes evangelizantur” (deutsch: „Den Armen wird die frohe Botschaft verkündet“) (Lk 7,22 ).
In den Jahren 1962 bis 1965 nahm Marcelo González Martín am Zweiten Vatikanischen Konzil teil. 1966 ernannte ihn Papst Paul VI. zum Titularerzbischof von Casae Medianae und Koadjutorerzbischof des Erzbistums Barcelona mit Nachfolgerecht. Nur ein Jahr später wurde González Martín Erzbischof von Barcelona. 1971 ernannte ihn der Papst zum Erzbischof von Toledo. Am 5. März 1973 wurde González Martín als Kardinalpriester mit der Titelkirche Sant’Agostino in das Kardinalskollegium aufgenommen.
Marcelo González Martín starb am 25. August 2004 in Fuentes de Nava und wurde in der Kathedrale von Toledo beigesetzt.